# SN 2003Q
SN 2003Q – supernowa typu Ia odkryta 2 stycznia 2003 roku w galaktyce A020547-0452. W momencie odkrycia miała maksymalną jasność 20,00m.